# Antioch College
Antioch College är ett liberal arts college i Yellow Springs i Ohio.